# Punta de Piedras

Punta de Piedras é uma cidade localizada na costa sul-central da Ilha Margarita e tem uma população, segundo o censo, de 10.000 habitantes. É a capital do Município de Tubores, Estado de Nueva Esparta, que faz parte da República Bolivariana da Venezuela. É a porta de entrada para a ilha, já que ali estão localizados três portos marítimos, de onde se pode navegar em pequenos barcos até a vizinha Isla de Cubagua e Isla de Coche. Também conecta a ilha com o continente por ferry, especificamente com as cidades de Puerto La Cruz, Cumaná e La Guaira. O clima é como o resto da ilha, tropical, variando de 28° a 42° C (82° a 104° F).